# Llista d'incidents per parlar en català
Aquesta és una llista d'incidents produïts recentment per parlar en català en territoris on aquesta llengua és oficial (Catalunya, Principat d'Andorra, País Valencià i Illes Balears).
| Data                   | Lloc                              | Protagonista            | Conseqüències | Observacions | Referències         |
| ---------------------- | --------------------------------- | ----------------------- | --- | --- | ------------------- |
| 27 d'agost del 2007    | Jutjats de Palma                  | Saïda Saddouki          | Condemnada a pagar 1500 euros per injúries | | [ 1 ]               |
| 22 de juliol de 2008   | Cala d'Or                         | Jaume Estelrich Massutí | | | [ 2 ]               |
| 7 d'agost del 2009     | Aeroport de Palma                 | Iván Cortés             | Judici: | | [ 4 ]               |
| 6 d'abril de 2010      | Centre de salut d'Inca            | Pau Ignasi Amer         | | | [ 5 ]               |
| 16 de gener de 2012    | Crevillent                        | J.A.P                   | | | [ 6 ]               |
| 25 de gener de 2012    | Aeroport de Barcelona             | D.T.                    | | | [ 7 ] [ 8 ]         |
| 21 de desembre de 2012 | Almenara                          | Carles Mateu Blay       | Denúncia de la Guàrdia Civil i retirada del carnet de conduir per parlar en valencià. | El jutge va absoldre l'acusat de desobediència a l'autoritat un mes després de l'incident.                                    | [ 9 ] [ 10 ] [ 11 ] |
| 23 de març de 2013     | Benimaclet                        | Miquel Gironès          | | | [ 12 ]              |
| 10 d'abril de 2013     | Tren de Barcelona a Girona        | Joan Pueyo Sandez       | | | [ 13 ]              |
| 21 de juliol de 2013   | L'Arenal, Palma                   | Dídac Martorell         | | | [ 14 ]              |
| 4 d'agost de 2013      | Festival Arenal Sound de Borriana |                         | | | [ 15 ]              |
| 21 d'agost de 2013     | València                          | Josep Vidal             | | | [ 16 ]              |
| 6 de maig de 2014      | Palma                             | Caterina Terrassa       | | | [ 17 ]              |
| 25 de juny de 2019     | Aeroport de Palma - Son Santjoan  | Paula Rotger            | Denúncia de la Guàrdia Civil i multa de fins a 200.000 euros per dir-li 'moltes gràcies' a un policia. Uns mesos més tard un treballador de l'aeroport la va reconèixer i li va trencar el vidre del cotxe al crit de "Viva España" i "Viva la Guàrdia Civil". | La Paula va denunciar l'acció i com cap instància espanyola va agafar el cas, l'ha portat al Tribunal Europeu de Drets Humans | [ 18 ] [ 19 ]       |
| 23 de desembre de 2020 | Hospital Clínic de València       | Zahia Guidoum           | és Obligada a parlar castellà a mentre perdia l'embaràs | | [ 20 ]              |

## Incidents de ciutadans per l'ús de la llengua catalana el segle XXI
Els Incidents de ciutadans per l'ús de la llengua catalana el segle XXI són aquells casos denunciats per particulars o entitats que han significat greuges per l'ús d'aquesta llengua.
- 2001 El Tribunal Superior de Madrid, nega a un ciutadà català, el dret a disposar del document d'identitat en català i el passaport, per un defecte de forma.[21] Un temps després tots els DNI a Catalunya en faran en castellà i en català, figurant sempre primer el castellà.
- 2005, 20 d'abril, un jove de 16 anys de Xàtiva és retingut per la Policia Nacional d'Espanya a la porta del seu institut i conduït a la Comissaria de Xàtiva, per parlar en valencià. Segons el menor, els agents el comminaren a «parlar en cristià».[22]
- 2006, 15 de juliol, segons informa el diari Levante un jove d'Ondara que es va negar a parlar en castellà en un control policial al Verger rep dues multes per no comunicar un canvi de domicili i per tindre l'assegurança caducada (eren les 0:30 i li acabava de caducar).[23]
- 2007, 24 d'agost de 2007, Xavier Pons, regidor d'Ondara, denuncia assetjament de la policia per parlar català, durant un control de què va ser objecte.[24]
- 2008 Escola Valenciana denuncia que 70.000 alumnes a la Comunitat Valenciana han de deixar d'estudiar en valencià quan passen a secundària per la "mala planificació" de l'administració, que té un professorat bilingüe en només el 64%. 24,9% dels alumnes valencians estudien en català al curs d'enguany.[25]
- 2008 Manifiesto por una lengua común.[26] signat per intel·lectuals espanyols, que defensa l'asimetria política entre el castellà i les altres llengües cooficials.
- 2008, 26 de setembre de 2008, grups vinculats al Grup d'Acció Valencianista i a España 2000 agredixen als assistents al Correllengua de Gandia amb insults i pedres. Com a conseqüència, Maite Peiró, regidora del Bloc Nacionalista Valencià d'Alqueria de la Comtessa és ferida al cap i ha de ser traslladada a l'Hospital Francesc de Borja.[27]
- 2008 Dos joves de Banyoles i Girona són jutjats a l'Audiència Nacional a Madrid, el jutge José María Vázquez Honrubia no va permetre que declaressin davant la voluntat de fer-ho en català. El judici finalment fou anul·lat per aquest fet que havia provocat la indefensió dels processats.[28]
- 2009, juliol, la Plataforma per la Llengua va denunciar que l'empresa Transports Metropolitans de Barcelona (TMB) els havia vetat la seva darrera campanya publicitària, la que duia per lema El català suma i que llançava amb motiu dels quinze anys del naixement de l'entitat.[29]
- 2009, juliol, el sindicat CCOO de Catalunya presenta un recurs de cassació davant el Tribunal Superior de Justícia de Catalunya (TSJC) només en català. Aquest tribunal va presentar una diligència en la qual donava deu dies hàbils a CCOO per presentar el recurs també en castellà. Davant d'això, el sindicat va presentar un recurs de reposició basat en la infracció de diversos articles legals, així com de la Carta Europea de les llengües regionals o minoritàries. Finalment, el desembre, el Tribunal Suprem (TS) va reconèixer el dret del sindicat CCOO de Catalunya a presentar un recurs de cassació només en català.[30]
- 2009, setembre, es difon que, segons una denúncia presentada, un Guàrdia Civil agredeix un jove a l'Aeroport de Palma per no parlar en castellà.[31]
- 2009, setembre, una dona que feia el DNI al seu fill és detinguda per parlar pel mòbil. La dona ha denunciat que, en realitat, el motiu era que parlava en català[32]
- 2009, octubre, en un judici a Elx, la jutgessa i el fiscal menyspreen la utilització del valencià per un veí d'Alacant i el comminen a usar el castellà, afirmant que tenia "el deber y la obligación de hablar la lengua oficial en todo el estado", malgrat que la llei diga el contrari.[33]
- 2009, octubre, el Partit Aragonès Regionalista (PAR), que forma part del govern aragonès en coalició amb el PSOE, pretén denominar «aragonès» al català de la Franja i fer desaparèixer qualsevol referència al català. Va arribar a afirmar en una nota que els seus col·lectius locals "reclamen respecte i reconeixement per a l'aragonès que es parla en la zona oriental, i rebutjar frontalment i sense pal·liatius la imposició com a llengua pròpia i històrica d'Aragó".[34]
- 2009, octubre, La Federació d'Associacions de la Tercera Edat de Catalunya (FATEC) va suspendre temporalment la seva participació dins la Confederación Española de Organizaciones de Mayores, en protestar per una declaració del president de CEOM relacionada amb la política lingüística del govern català. Després d'un procés Jurídic intern, la Confederación Española de Organizaciones de Mayores va expulsar la federació catalana. Mitjans de comunicacions com ara, Avui han expressat que la FATEC va ser expulsada per defendre el català.[35]
- 2010, al mes de gener les majors nord-americanes demanen al govern espanyol d'intervenir perquè la Llei del Cinema Català no s'apliqui. Aquesta havia de garantir que el 50% de les pel·lícules distribuïdes a sales de cinema de Catalunya es traduïssin al català, donant d'aquesta manera la possibilitat de veure pel·lícules en català a Andorra, València, Illes Balears, Franja del Ponent i Catalunya.[36]
- 2010, maig, França i el Poder Judicial espanyol demanen als tribunals de Catalunya que no remetin sentències en català. França només accepta, al marge del francès, l'anglès, l'italià, l'alemany i el castellà, i "no acceptarà cap altra llengua".[37]
- 2010, el 10 d'octubre, José Ignacio Wert, ministre d'Educació del govern espanyol, diu al Parlament espanyol que "l'ineterès és d'espanyolitzar els nens catalans" cosa que crea una polèmica sense precedents.[38]
- 2010, 11 de novembre, Espanya es nega a complir els acords per les traduccions al català a la UE. El govern espanyol admet que és una decisió plenament conscient i avisa que no té cap intenció de complir-los. El secretari d'Estat espanyol per a la UE ho justifica per la crisi econòmica.[39]
- 2010, 22 de desembre, el Tribunal Suprem espanyol fa pública una sentència segons la qual el castellà seria també llengua vehicular en l'escola catalana. Fa perillar la immersió lingüística, avalada per la UE després de la votació de "Multilingualism: an asset for Europe and a shared commitment"[40] i escollida democràticament pel Parlament de Catalunya el 1983.
- 2011, gener, vint anys després dels compromisos adquirits el 28 de gener de 1991 per la Unió Europea que demanaven un tracte diferenciat per a la llengua catalana, coneguts com a resolució Reding, no s'han complert ni de lluny. Amb l'entrada dels nous països a la UE, ara són llengües oficials molts idiomes que tenen molts menys parlants que el català. Ni tan sols hi ha versió catalana del Tractat de Lisboa, que va entrar en vigor el 2009. Horitzó Europa va enviar l'any 2010 cartes escrites en català a les institucions europees i algunes van tornar escrites en castellà o francès. Altres, com la de la Comissió Europea, no van tornar.[41]
- 2011, 20 de gener, Alícia Sánchez-Camacho argumenta que està en contra que es parli català al senat per raons econòmiques, la traducció comporta una despesa de 350.000 euros anuals, i que el castellà és la llengua comuna per a tothom pugui entendre's.[42]
- 2011, 28 de gener, ADIF no atén una consulta d'un passatger discapacitat per ser en valencià i no parlar en cristiano.[43]
- 2011, 2 de febrer, es difon que, segons una denúncia presentada davant el Síndic de Greuges del País Valencià, un metge d'urgències d'Alcoi es va negar a atendre a un home de 80 anys perquè s'expressava en valencià i no en castellà. El síndic de greuges no ha pogut constatar la realitat dels fets denunciats.[44]
- 2011, 12 de febrer, Raül Agné, entrenador del Girona Futbol Club, abandona la roda de premsa del partit que ha guanyat al camp de l'Osca perquè no el deixen respondre en català després d'haver respost algunes preguntes dels periodistes locals en espanyol.[45] L'endemà, el CD Huesca es posà del costat dels periodistes que no van permetre que parlés en català i va carregar contra Agné per "refusar de respondre en castellà".[46]
- 2011, 16 de febrer, l'Associació de Pares d'Alumnes de l'escola pública de la Catalunya del Nord denuncien l'asfíxia del català a l'ensenyament i recorden que 1 de cada 4 famílies volen un ensenyament bilingüe però només l'assoleixen un 5% dels alumnes.[47]
- 2011, 16 de febrer, els presentadors del programa Zona Champions, de la televisió pública Telemadrid, es van plànyer que Guardiola responia a demandes "en tots els idiomes menys en castellà" en la roda de premsa posterior al partit contra l'Arsenal a Londres. "Ha parlat en català, en anglès, en francès, fins i tot en italià, però no gens castellà. No els el podem posar perquè no l'entendrien. És una pena", anuncien. Instants després, el reporter que tenen a Londres els avisa que Guardiola, finalment, parla en castellà i hi connecten de seguida, però no hi arriben a temps. "És clar, si només respon en castellà una de cada vint qüestions, no hi ha manera", es queixa el presentador. I promet que ho tornaran a provar "quan Guardiola tingui un altre moment de lucidesa hispana".[48]
- 2011, 23 de febrer, l'Acadèmia Valenciana de la Llengua (AVL) va denunciar que la Generalitat valenciana incomplia sistemàticament la Llei d'Ús i Ensenyament del Valencià (LUEV) i l'Estatut de la Comunitat Valenciana, ja que no garantia l'ensenyament en valencià en igualtat de condicions amb el castellà com garantia en teoria el marc legal.[49]
- 2011, 11 de març, l'Associació de Juristes en Defensa de la Llengua Pròpia va denunciar que l'ús del català als jutjats i als tribunals de justícia catalans estava experimentant un retrocés i era "pràcticament inexistent". El 2009 només el 16% de les sentències es van dictar en llengua catalana.[50]
- 2011, 22 de març, el PP titlla «d'intolerable» que es parli en català al Congrés dels Diputats. José Bono compara parlar castellà amb la llei del Tabac: "les lleis encara que no li agradin s'han de complir".[51]
- 2011, maig, José María Aristóteles Magán, jutge de Lleida, va dir que considerava "una falta de respecte i de mínima educació" fer servir la llengua catalana als jutjats.[52]
- 2012, el març i el maig el TSJC imposa la possibilitat d'escolaritzar els infants en castellà si així ho demanen els pares. La mesura fou vista com l'inici de la segregació per raó de llengua a les escoles de Catalunya.[53]
- 2012, el maig el TSJC denega al català el caràcter de llengua preferent de l'ajuntament de Barcelona,[53] mentre que a les Balears el govern Bauzá estableix la separació de l'alumnat els pares del qual optin pel castellà com a llengua vehicular.[54]
- 2012, juny el govern d'Aragó rebateja la llengua catalana parlada a la Franja de Ponent com a "llengua aragonesa de l'àrea oriental" per evitar el terme "català".[55]

- 2012, 3 de desembre el ministre d'educació espanyol vol que el català sigui llengua optativa i que no calgui examinar-s'hi per a obtenir el títol d'educació obligatòria[56]
- 2013, 9 de maig les Corts d'Aragó aproven una llei per la qual el català que es parla a les zones de la Franja es denominarà llengua aragonesa pròpia de l'àrea oriental.[57]
- 2013, 2 d'octubre a les Illes Balears, el govern de Bauzà (PP) imposa el pla de "trilingüisme" als centres escolars i surten milions de persones a fer vaga i manifestar-se, ja que consideren que aquest pla margina el català. L'EU ja va avalar amb anterioritat la "immersió lingüística" de la Generalitat de Catalunya, que també s'aplicava a les Balears, considerant que és un model òptim per a l'aprenentatge del català, castellà i anglès vist que garanteix el nivell en totes llengües. L'aplicació del Trilingüisme no garanteix aquest nivell, per molt que consisteixi a posar percentatges igualitaris per cada llengua (però que no assoleixen un nivell òptim, ans al contrari, el castellà s'hi veu reforçat i l'anglès i català s'hi veuen enderrerits). El català queda doncs marginat.[58]
- 2013, 2 d'octubre a les Illes Balears, el govern de Bauzà (PP) elimina l'obligació de saber parlar i escriure català si es vol ser funcionari. Mesura que no garanteix doncs que l'atenció al públic es faci en català.[59]
- 2013, setembre. Condemnat a presó per no parlar en castellà en un control de la guàrdia civil espanyola.[60]
- Actualitat: els ciutadans de Catalunya, País Valencià i de la resta dels territoris de llengua catalana poden disposar d'un passaport en 22 llengües, però no en català.
- 2013, 28 de desembre, el diari oficial de la UE modifica l'article 53 la Directiva 2005/36/CEE, a on impedeix exigir als professionals que venguin a exercir aquí coneixements lingüístics de la llengua del territori si aquesta no és "oficial de l'Estat" o "oficial de la Unió"
- 2013, al novembre el president de la Generalitat de València Alberto Fabra (del Partit Popular) tanca definitivament la Ràdio i Televisió Pública de València, cosa que comporta l'apagada de tota televisió o ràdio que en la qual es parli català en tot el territori valencià[61]
- 2013, el diari de dretes espanyol ABC titula en la portada del 08 de desembre del 2013 que la repressió d'Espanya envers Catalunya és "inventada"[62]
- 2014, malgrat els intents d'Acció Cultural del País Valencià, una associació en promoció i defensa de la llengua catalana, que havien instal·lat receptors alegals permetent que es pogués veure TVC i escoltar Catalunya Ràdio, finalment el Govern d'Espanya decideix tancar-los i amenaça amb multa a Acció Cultural[63]
- 2014, Segons informava Plataforma per la Llengua en el seu informe anual sobre l'estat del català, en el curs 2013-2014 es calcula que uns 100.000 infants valencians no han pogut accedir a l'educació en català tot i demanar-ho, i que la situació pot empitjorar el curs 2014-2015. La Conselleria d'Educació de la Generalitat Valenciana va anunciar el febrer de 2014 la supressió de 72 unitats de valencià d'infantil i primària i de 83 unitats més en centres educatius amb doble línia educativa. En aquests casos queda per resoldre quina unitat perden, si la de castellà o la de valencià. Escola Valenciana ha afirmat que aquesta resolució no respecta el context sociolingüístic de les escoles i que comportarà un cop duríssim a la normalització lingüística a les grans ciutats: Alacant, València i Castelló. Aquestes noves retallades de l'ensenyament en valencià se sumen a les d'anys anteriors i comporten que milers de xiquets no podran estudiar en valencià.[64]
- 2014, l'Estat espanyol seguia sent el 2014 l'únic estat dels 32 de la Unió Europea i de l'Espai Schengen que no reconeix com a plenament oficial una llengua pròpia que és parlada per més del 10% dels seus ciutadans. Tota la resta d'estats d'aquest àmbit europeu reconeixen com a oficial d'estat, i al mateix nivell que qualsevol llengua, totes les llengües pròpies tant parlades com el català. El català supera de llarg aquesta xifra però no és reconegut com a llengua oficial d'estat al mateix nivell que el castellà. Això és un cas inèdit, fruit del peatge d'una transició encara en curs que no ha arribat als nivells de democràcia lingüística que sí que han assolit la resta de països europeus. No es preveu una solució a curt termini al problema: les dues grans forces polítiques espanyoles (PP i PSOE) estan d'acord en la seva negativa modificar la situació. Fins i tot el document “Hacia una estructura federal del estado”, aprovat pel PSOE a Granada el juliol del mateix any -arrel del procés sobiranista engegat després de la sentència del TC retallant l'estatut- ratifica l'oficialitat única del castellà i el deure de saber-lo en una situació que no es correspon a una estructura federal de l'estat.[64]
- 2014, 6 de gener, l'Acadèmia Valenciana de la Llengua publicava a Internet el "Diccionari normatiu valencià" en el qual es reconeix que català i valencià són la mateixa llengua. La definició concreta és "llengua romànica parlada a la Comunitat Valenciana, així com a Catalunya, les Illes Balears, el departament francés dels Pirineus Orientals, el Principat d'Andorra, la franja oriental d'Aragó i la ciutat sarda de l'Alguer, llocs on rep el nom de català".[65] Com a conseqüència, el portaveu del govern valencià del PP, José Císar, manifestava que tenia un "dubte raonable sobre si l'Acadèmia Valenciana de la Llengua està legalment facultada per donar una definició del que és la llengua valenciana".[66]
- 2014, 13 de gener, el Consell Jurídic desautoritzava l'Acadèmia Valenciana de la Llengua per la definició que equipara valencià i català. El Consell Jurídic va ser convocat pel govern del PP valencià perquè dictaminés sobre si l'Acadèmia estava legalment facultada per donar una definició del català parlat a València vist que aquesta va dir que el català i valencià són el mateix.[67] L'argument per aquest insult a l'intel·lecte es deu al fet que l'Estatut de València diu que "el valencià" és l'idioma de València sense especificar que és una variant del català. En aquest sentit, la consellera de Cultura de València deia que no s'ha de definir una llengua des del punt de vista "polític o científic" sinó "jurídic".[67]
- 2014, 2 de setembre, el PP convoca la comissió de reforma de l'Estatut per tal de deixar l'Acadèmia de la Llengua Valenciana sense fonts públics perquè aquesta es nega a definir el català com si fos una llengua diferent del valencià.[68]
- 2014, 4 de setembre, el Síndic de Greuges de Catalunya denunciava que el govern espanyol mantingui una falta voluntària de polítiques a favor de les llengües oficials de l'estat, llevat del castellà, i que fins i tot hagi elaborat lleis per agredir la llengua catalana, basca i gallega com ara la Llei Orgànica per a la Millora de la Qualitat Educativa, més coneguda com a LOMCE i fortament criticada per totes bandes. Concretament, denunciava que el Consell de Llengües es mantingui inactiu voluntàriament. A més, demanava al govern català de fer complir la Llei del cinema en català, boicotejada per les distribuïdores espanyoles. Finalment va afirmar que l'Estat espanyol "no respecta a fons" l'opció de dret lingüístic i que les Forces de Seguretat de l'Estat no canvien de llengua quan així se'ls presenta no atent doncs en català, gallec o basc.[69]
- 2014, l'inspector d'acadèmia de Perpinyà (representant del ministeri de l'educació francès) en una visita a una escola nord-catalana va considerar literalment que "l'ensenyament del català no és una prioritat". Els pares dels alumnes de l'escola Arrels es van manifestar per reclamar l'obertura d'una classe suplementària que permeti donar cabuda a aquelles persones que volen rebre classes de català. L'inspector de l'Acadèmia de Perpinyà els va respondre precisament que el català no era un prioritat de l'estat francès, per molt que aquest hagi signat i ratificat la Carta de les Llengües Europees. A França encara el 2014 les llengües del país, llevat del francès, són considerades com a llengües regionals a l'escola i diferenciades d'altres llengües com el xinès, portuguès o castellà.[70][71]
- 2014, el Govern del PP de València presenta el 24 d'octubre del 2014 l'esborrany de la Llei de Senyes d'Identitat amb la qual pretén prohibir, controlar i emmordassar tota identitat, ens o altre organisme que pretengui que el català és igual que el valencià. La llei també preveu sancionar tot organisme que promulgui el català. Així la llei preveu instal·lar un organisme nou la Reial Acadèmia de Cultura Valenciana que pretén substituir l'Acadèmia Valenciana de la Llengua perquè aquesta es nega a dir que el català és diferent del valencià. La Reial Acadèmia de Cultura Valenciana tindrà doncs per objectiu manipular els ciutadans induint-los que el català no és valencià. El govern fonamenta la seva "versió del que és el valencià" en principis diu "jurídic" i no científics o filològics.[72][73]
- 2014, el cònsol general d'Espanya a Perpinyà declara en una entrevista feta al diari Información del Llevant que viu "amb resignació que la meva filla hagi d'estudiar en català" i titla la situació amb el procés d'autodeterminació de Catalunya. Clarament doncs, Gauden Villas manipula no especificant que a Perpinyà les classes es fan en francès, que la tria del català és una tria o en qualsevol cas no supera el percentatge (80%) de classes en francès imposades pel govern francès. Que d'igual manera que el portuguès, alemanya o xinès el castellà és una opció perquè així ho vol el govern francès. Això sí, no critica el fet que la seva filla hagi de tenir classes en francès. A més qualifica el "soberanisme" de Perpinyà com a residual com si Perpinyà visqués a Catalunya.[74]
- 2014, el Ministeri d'Educació Espanyol decideix distingir català, mallorquí i valencià fent creure que són llengües diferents, quan no és així. En el portal web That's English on la gent pot aprendre anglès, el Ministeri d'Educació Espanyol ha decidit traduir la pàgina al castellà i diferenciar el català en: mallorquí, català, i valencià, com si fossin llengües diferents.[75]
- 2014 Plataforma per la Llengua, ens públic que pretén promocionar i ajudar els ciutadans a aprendre català, va publicar un informe exhaustiu on informa que el Govern de l'Estat espanyol diferencia en més de la meitat del 34 webs al seu càrrec el català amb valencià, és a dir, que diferencia el valencià del català com si català i valencià fossin diferents, que no és el cas. En el comunicat fet públic per Plataforma per la Llengua es llegia: "la Plataforma per la Llengua exigeix una rectificació immediata al govern espanyol pel seu secessionisme lingüístic als webs institucionals". La Plataforma per la Llengua troba especialment alarmant la distinció entre català i mallorquí que fa el ministeri d'Educació per inscriure's a uns cursos en anglès (Ho podeu veure aquí). Alguns dels webs analitzats són: ADIF, RENFE, Gobierno de España, Casa Real, Tribunal Constitucional o el Congreso de los Diputados. En els pocs casos en què hi ha una versió en català, en cap cas és real ni completa. A més, Plataforma per la Llengua afegeix que ja es pateix per "l'atac al País Valencià on no es pot veure ni escoltar Catalunya Ràdio ni Televisió de Catalunya, els intents reiterats a la Franja de treure el català de les escoles, en favor del francès o el LAPAO, i el decret Bauzá a les Illes Balears per treure el català de les escoles", "la Plataforma també recorda que els successius governs de Rodríguez Zapatero van incomplir successivament els reiterats objectius fixats en la utilització del català als webs malgrat que havien fixat, tant per al 2005, 2009 i 2010, dates concretes de compliment." Finalment acaba denunciant que segueixen existint llocs web del govern sense versió en català i, si en fan una, diferencien el català del valencià.[76]
- 2014 Albert Abad, líder de les joventuts MÉS de les Illes Balears, declara a la premsa que "aquest Govern no només intenta aniquilar la nostra llengua, la nostra cultura i els nostres drets socials, sinó que també ens intenta aniquilar físicament mitjançant la fumigació aèria contra la processionària amb un producte tòxic". Albert fa referència al govern del PP de les Illes Balears.[77]
- 2014, la Conselleria d'Educació del País Valencià del partit Popular ha decidit que farà una enquesta que la comunitat educativa qualifica de tendenciosa per saber quina és l'opció lingüística dels pares a l'hora d'escolaritzar els nens. La comunitat educativa acusa la consulta d'un pas més cap al genocidi lingüístic atès que ja s'ha consultat amb anterioritat i el resultat és clar, existeixen uns 12 milions de nens que no poden estudiar en català tot i haver-ho demanat. La Conselleria d'Educació, per contra, pretén demostrar que la gent tria el castellà.[78]
- 2014, el PP va decidir atacar la campanya "Una Joguina en Català" de Plataforma per la Llengua perquè proposa als més petits de la casa de jugar amb joguines en català. En aquest sentit i en paraules del PP, la campanya "adoctrina" els nens.[79]
- 2014, l'Audiència Nacional va denegar la ciutadania a un noi d'origen xinès perquè va expressar-se en català en lloc de castellà en la prova oral per aconseguir la nacionalitat. El noi, que també sap parlar castellà, a més, havia perdut el dret a nacionalitat perquè no coneixia la Belen Esteban ni sabia donar el nom del Camp Nou del Barça.[80][81]
- 2015, el mes de gener del 2015 comença amb la desaparició total i absoluta del català a l'Aragó. El govern del PP d'Aragó ha anul·lat el darrer rastre legal del català que es parla a la Franja de Ponent així com de l'aragonès que es parla al nord d'Osca. Tot i les polèmiques sobre les denominacions del Lapao i el Lapapyp, les Corts d'Aragó van aprovar un paquet de reformes legislatives entre les quals s'incloïa la supressió definitiva de les denominacions 'català' i 'aragonès'.[82][83]
- 2015, Escola Valenciana, la plataforma que reclama que els pares de fills que ho desitgin puguin tenir classes en català a València, va demanar a Ginebra que les Nacions Unides reconeguessin en els informes sobre Drets Humans els casos d'abusos lingüístics patits pels valencianoparlants a Espanya. Segons EV, a Espanya, “lluny de vetllar-se per la diversitat lingüística, s'ataca de ple la resta de llengües” diferents al castellà.[84]
- 2015, Escola Valenciana decideix denunciar la violació de drets lingüístics perpetrats per l'estat espanyol envers el català a l'ONU.[85]
- 2015, després d'haver tancat Canal 9, el govern de València d'Alberto Fabra decideix aprovar la ILP per reobrir Canal 9 a condició que només s'hi parli castellà[86]
- 2015, Un ciutadà de Sabadell va denunciar haver estat objecte de discriminació a consolat espanyol a Brussel·les per haver escrit una manifestació d'explicació d'un judici en llengua catalana. El consolat va rebutjar l'escrit perquè estava escrit en català.[87]
- 2015, el govern de Bauzà, del Partit Popular de les Illes Balears, va decidir que tancaria canals de televisió per motius tècnics. La premsa apunta altres motius, com tancar tots els canals que estiguin en català com a València.[88]
- 2015 el ministre de l'Educació José Ignacio Wert tornava a través del Tribunal Superior de Justícia a carregar contra la immersió lingüística de Catalunya presentant un recurs amb l'advocat de l'Estat davant el TSJ.[89]
- 2015 Plataforma per la Llengua es feia ressò d'una situació de discriminació a l'IES d'un professor a un alumne. Segons apunta el web oficial el professor hauria mofat l'alumne davant dels seus companys de classe perquè parlava català.[90]
- 2015 El Tribunal Superior de Justícia de l'Aragó revocava en una sentència que donava la custòdia a una mare resident a Barcelona per diversos motius, entre els quals el fet que el català sigui la llengua de Catalunya.[91]
- 2016 Durant la retransmissió d'un partit de futbol al Bein Sports, el periodista, pensant-se que estava fora d'antena, li parla en català a control, fet que enfurisma alguns espectadors que tot seguit decideixen criticar el periodista per Twitter: "Al de beIN Sports le han pillado en el descanso y estaba hablando en catalán. ¿De verdad tenemos que aguantar esto?", "@AxelTorres será una anécdota, pero esta retrasmitiendo para toda España, esto es una vergüenza y no puede pasar, profesionalidad por favor". El periodista es veu obligat a respondre per Twitter "Lo que no deja de ser una anécdota provoca reacciones que a uno le dejan estupefacto".[92]
- 2016 Segons pot informar el diari digital VilaWeb, uns joves catalans són expulsats d'un hotel del País Valencià, l'estiu del 2016, perquè parlaven català. El propietari de l'hotel les hauria dit que "això és Espanya i ací es parla castellà". Els joves van denunciar la situació a l'Oficina Municipal d'Informació al Consumidor i, després d'haver deixat queixa al Facebook de l'hotel, el propietari argumenta que fumaven marihuana. Els joves denuncien no haver tingut la possibilitat d'omplir cap full de queixa. Els propietaris consideren que és una manca de respecte parlar català.[93]
- 2016 Segons informava el diari digital VilaWeb el 25 de setembre del 2016, una professora en filologia catalana que s'havia presentat per a exercir com a tal a l'acadèmia d'idiomes de València The Language Station, és tractada durant l'entrevista de maleducada atès que havia parlat català en l'entrevista. El director li hauria dit que "no em dona la gana de parlar en valencià perquè em cansa".[94]
- 2017 El diari digital VilaWeb noticia sobre l'expulsió de dues dones d'un vol de la companyia Vueling entre Barcelona i Menorca perquè s'havien adreçat en català a la tripulació. La companyia va argumentar que les dues ocupants haurien faltat al respecte a l'hostessa després que aquesta els repliqués que havien d'adreçar-se a ella en castellà.[95]
- 2020 Un policia nacional esbronca una regidora d'Eivissa per dirigir-s'hi en català.[96]
- 2020 Zahia Guidoum és Obligada a parlar castellà a l’Hospital Clínic de València mentre perdia l'embaràs.[20]